# Andrés Segovia
Pour les articles homonymes, voir Segovia (homonymie) et Andrés Segovia (peintre).
Andrés Segovia Torres, 1er marquis de Salobreña (né le 21 février 1893 à Linares, Espagne – mort le 2 juin 1987 à Madrid) est un guitariste classique virtuose espagnol.
Guitariste classique, en reconnaissance de ses apports à la musique et aux arts, Segovia fut anobli le 24 juin 1981 par le roi d'Espagne Juan Carlos qui l'éleva au rang de premier marquis de Salobreña. Son nom devint formellement El señor don Andrés Torres Segovia, marqués de Salobreña (« Le Plus Illustre Seigneur Marquis de Salobreña »). On lui accorda également le blason suivant : en campo de azur sobre ondas de azur y plata, unas rocas de su color, sumadas de una torre donjonada de oro, aclarada de azur (« d'azur à une mer d'azur et d'argent, au rocher du même sommée d'un donjon d'or ouvert du champ »).

## Biographie
Les premiers contacts de Segovia avec la guitare eurent lieu aux environs de 1897 à l'âge de 4 ans seulement. Son oncle devait fréquemment lui chanter des chansons en faisant semblant de jouer sur une guitare imaginaire. Ceci incita Segovia à se lancer dans une quête pour élever la guitare au même niveau de reconnaissance que le piano et le violon. En particulier, il voulait qu'elle soit jouée et étudiée dans chaque pays et université du monde et transmettre son amour de la guitare aux générations futures. Son premier véritable contact avec la guitare vint d'un joueur de flamenco.
Adolescent, Segovia déménagea à Grenade où il étudia la guitare (certains pensent qu'il étudia avec Miguel Llobet) et fut absorbé par l'atmosphère d'au-delà de l'Alhambra (un vestige Maure surplombant la ville qu'il considéra comme son éveil spirituel).
La première fois que Segovia se produisit en public fut en Espagne, à l'âge de seize ans, et quelques années plus tard, il fit son premier concert professionnel à Madrid, exécutant des transcriptions pour guitare de Francisco Tárrega et quelques œuvres de Jean Sébastien Bach, qu'il avait transcrites et arrangées lui-même. Bien qu'il ait toujours été découragé par sa famille et méprisé par de nombreux élèves de Tárrega, il a toujours persévéré dans la poursuite de ses études de guitare.
La technique de Segovia diffère de celle de Tárrega et ses adeptes, tels que Emilio Pujol. Comme le grand guitariste Miguel Llobet (qui a peut-être été son professeur durant une courte période), Segovia grattait les cordes avec une combinaison des ongles et de la pulpe des doigts, produisant un son plus puissant que ses contemporains. Avec cette technique, il était possible de créer une plus grande gamme de timbres qu'en utilisant seulement la pulpe ou seulement les ongles. Historiquement, les guitaristes classiques ont débattu de laquelle des techniques était la meilleure. Alors que de nos jours la plupart des guitaristes jouent en combinant la pulpe et les ongles, quelques-uns préfèrent le timbre plus tamisé des bouts du doigt. Quelques-uns fondent leur choix sur le type de lieu d'exécution. Les élèves de Tárrega étaient plus destinés à jouer dans de petites salles, plutôt que dans les grandes salles de concert auxquelles Segovia aspirait.
Beaucoup d'anciens musiciens croyaient que l'interprétation de Segovia ne serait pas acceptée dans la communauté de la musique classique car, dans leur idée, la guitare ne pouvait être utilisée en musique classique. Cependant, l'excellence de la technique de Segovia et son toucher particulier étonnèrent le public. Dès lors, la guitare ne fut plus regardée comme un instrument strictement populaire, mais comme également appropriée à la musique classique.
Comme Segovia progressait dans sa carrière et se produisait devant de plus grandes assemblées, il trouva que les guitares existantes n'étaient pas adaptées aux concerts des grandes salles car elles ne produisaient pas assez de volume. Cela incita Segovia à chercher des avancées technologiques permettant d'améliorer l'amplification naturelle de la guitare.

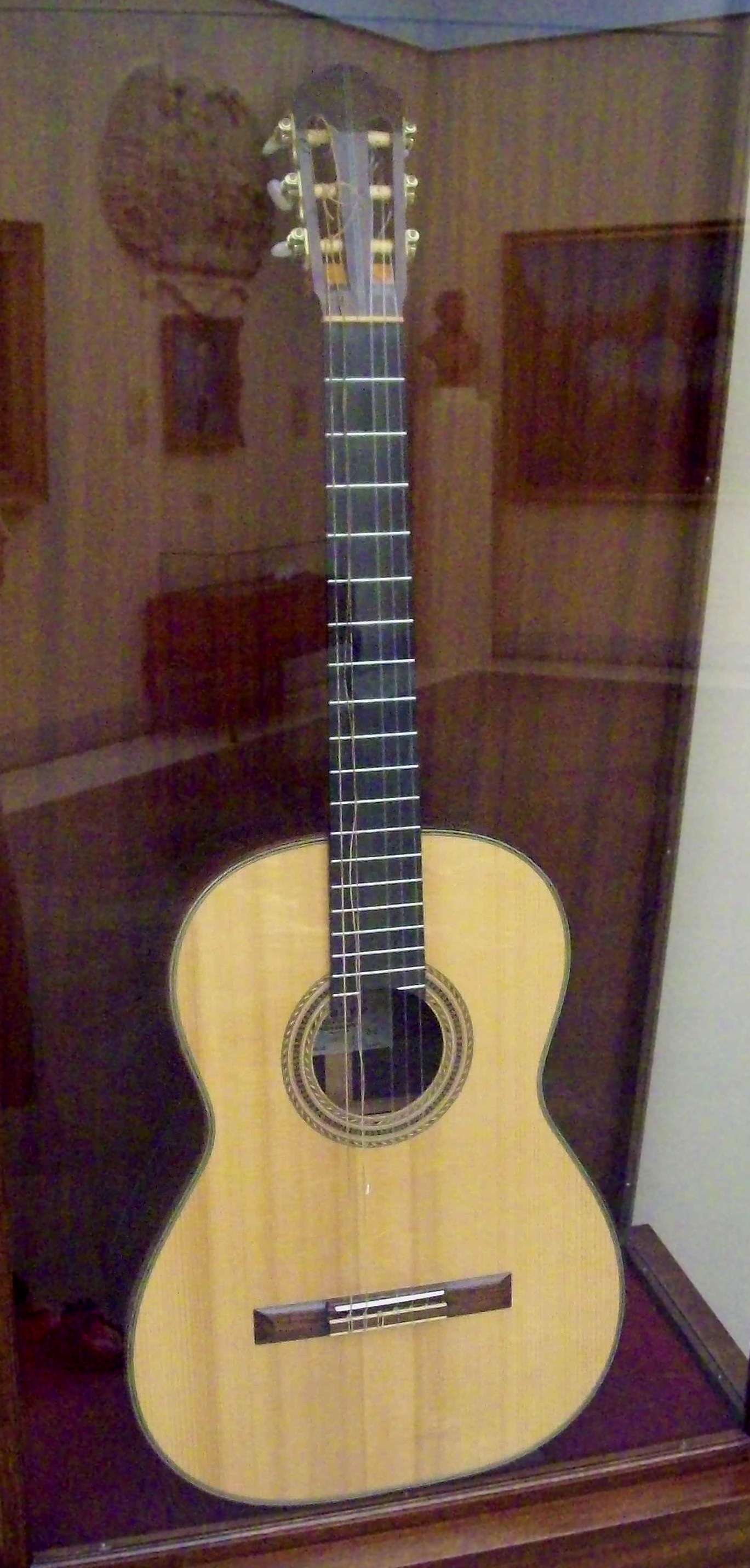
Guitare d'Andrés Segovia (R.A.B.A.S.F., Madrid).

Travaillant de concert avec un luthier, Hermann Hauser Sr., il aida à concevoir ce qui est maintenant connu comme la guitare classique, qui comportait un meilleur bois et de meilleures cordes. La forme de la guitare évolua également pour améliorer son acoustique. Cette nouvelle guitare pouvait produire des notes plus puissantes que les précédents modèles en usage en Espagne et dans d'autres parties du monde, bien que toujours basée sur le modèle de base conçu par Antonio de Torres Jurado près de cinquante ans avant la naissance de Segovia.
Après le début de la tournée de Segovia aux États-Unis en 1928, le compositeur brésilien Heitor Villa-Lobos composa ses renommées Douze Études et les dédia au Maestro. Cela prouva l'existence d'une amitié durable car Villa-Lobos continua d'écrire pour Segovia, entre autres un concerto pour guitare. Il transcrivit aussi de nombreuses pièces classiques et fit revivre les pièces transcrites par des compositeurs comme Tárrega. Beaucoup de guitaristes, dans les Amériques, avaient cependant déjà joué les mêmes œuvres avant la venue de Segovia.
En 1935, il donna une première de la Chaconne (de la Partita no 2) de Bach, une pièce difficile pour tout instrument. Il alla à Montevideo se produisant en concert en Amérique du Sud dans les années 1930 et le début des années 1940. Après la guerre, Segovia commença à enregistrer plus fréquemment et se produisit régulièrement en tournée en Europe et aux États-Unis, un programme qui devait se maintenir durant les trente années suivantes de sa vie.
En 1951, le compositeur Alexandre Tansman écrira une Cavatine à la demande de Segovia et dédiera cette pièce au guitariste. La même année, l’œuvre sera couronnée du premier prix au concours international de l'Academia Chigiana, de Sienne.
En 1954, Joaquin Rodrigo composa Fantasía para un Gentilhombre à la demande de Segovia.
Segovia gagne en 1958 le Grammy Award du Best Classical Performance - Instrumentalist (Other Than Concerto-Scale Accompaniment) pour son album Segovia Golden Jubilee.
En reconnaissance de son énorme contribution culturelle, il a été élevé en 1981 au rang de Marques de Salobreña de la noblesse espagnole.
Andres Segovia continua de se produire jusqu'à ses vieux jours, vivant en demi-retraite durant ses 70 et 80 ans sur la Costa del Sol. Deux films ont été réalisés par Christopher Nupen sur sa vie et son travail - un lorsqu'il était âgé de 75 ans, "Segovia at los olivos" (1967), et l'autre à 84 ans, "The song of the goiuitar" (1976). Ils sont disponibles dans un DVD intitulé : "Andres Segovia in Portrait".
En 1971, il reçoit la Médaille d'or du mérite des beaux-arts par le ministère de l'Éducation.
En 1982, Segovia reçoit le Prix national de musique.
En 1986, Segovia reçoit le Grammy Lifetime Achievement Award.
Lorsque Segovia voyageait en avion, il achetait tout le temps le siège à côté de lui pour sa guitare, ne voulant pas faire confiance aux bagagistes.
Segovia mourut à Madrid d'un infarctus du myocarde à l'âge de 94 ans, ayant réussi dans son ambition d'élever la guitare du rang d'instrument de danse traditionnelle gitane au rang d'instrument de concert.

## Vie privée
En 1918, il épouse Adelaida Portillo (mariage en 1918) ; ils ont deux fils : Leonardo (1924-1937), mort tragiquement à Pont-Céard en Suisse, et le peintre Andrés Segovia (1929-1998), qui renonce en 1987 au titre paternel de marquis de Salobreña. La deuxième femme de Segovia (mariage en 1935) est la pianiste Paquita Madriguera, qui a également fait quelques enregistrements de piano roll, (le pianola, en vogue à cette époque). À partir de 1944, il entretient une relation avec la chanteuse et guitariste brésilienne Olga Praguer Coelho pendant plus de dix ans. En 1962 Segovia se marie avec Emilia Magdalena Corral Sancho. Ils ont un fils en juin 1970, Carlos Andrés Segovia, qui est philosophe et l'actuel second marquis de Salobreña.

## Compositions
- Estudio en mi mayor (1921)
- Estudio para Deli (1938)
- Estudio sin luz (1954)
- Estudio-Vals (1960)
- Recordando a Deli - Estudio para sus deditos inteligentes (1960)
- Impromptu
- Estudios ("Daily Studies"):
  - I. Oraciòn
  - II. Remembranza
- Two Pieces:
  - I.  Estudio
  - II. Humorada (composée par Paquita Madriguera)
- Preludios
  - Preludio n. 1
  - Preludio n. 2 - Fatiga
  - Preludio n. 3 - Leòn
  - Preludio n. 4
  - Preludio n. 5 - Preludio a Deli
  - Preludio n. 6 - Preludio en si menor (1959)
  - Preludio n. 7 - Preludio madrileño (1936)
  - Preludio n. 8 - Preludio sobre un tema de Aparicio Méndez (1962)
  - Preludio n. 9
  - Preludio n. 10
  - Preludio n. 11 - Vara (1950)
- 3 Preludios
- Prelude in Chords
- Preludio (à Vladimir Bobri)
- Veintitrés canciones populares de distintos paìses (1941):
  - 1 - Inglesa
  - 2 - Escocesa
  - 3 - Irlandesa
  - 4 - Rusa
  - 5 - Rusa
  - 6 - Tscheca
  - 7 - Polaca
  - 8 - Polaca
  - 9 - Finlandesa
  - 10 - Finlandesa
  - 11 - Serbia
  - 12 - Serbia
  - 13 - Croata
  - 14 - Croata
  - 15 - Eslovania
  - 16 - Sueca
  - 17 - Bretona
  - 18 - Vasca
  - 19 - Catalana
  - 20 - Catalana
  - 21 - Catalana
  - 22 - Francesa
  - 23 - Catalana
- 5 Anécdotas:
  - 1. Allegretto
  - 2. Allegro moderato con grazia
  - 3. Lento malinconico
  - 4. Molto tranquillo
  - 5. Allegretto vivo
- Neblina
- Macarena
- Fandango de la madrugada (1945)
- For Carl Sandburg
- Tonadilla
- Allegro (Para Doña Paz Armesto di Quiroga)
- Four Easy Lessons
- Lessons Nos. 11 & 12
- Divertimento (pour deux guitares)

## Élèves
Segovia eut de nombreux élèves tout au long de sa carrière, incluant de grands guitaristes tels que :
- John Williams
- Eliot Fisk
- Julian Bream
- Oscar Ghiglia
- Charlie Byrd
- Christopher Parkening
- Michael Laucke
- Michael Lorimer
- Alirio Diaz
- Antonio Membrado
- Michael Chapdelaine
- Phillip de Fremery
- Lucien Battaglia
- Alice de Belleroche
- Abel Carlevaro

## Hommages
L'astéroïde (3822) Segovia, découvert en 1988, est nommé en son honneur.